# Прушанка-Мала
Прушанка-Мала (пол. Pruszanka Mała) — село в Польщі, у гміні Нові Пекути Високомазовецького повіту Підляського воєводства.
Населення — 31 особа (2011).
У 1975-1998 роках село належало до Ломжинського воєводства.

## Демографія
Демографічна структура станом на 31 березня 2011 року:
|          | Загалом | Допрацездатний вік | Працездатний вік | Постпрацездатний вік |
| -------- | ------- | ------------------ | ---------------- | -------------------- |
| Чоловіки | 17      | 8                  | 6                | 3                    |
| Жінки    | 14      | 4                  | 5                | 5                    |
| Разом    | 31      | 12                 | 11               | 8                    |